# Charles Jarrott
Charles Jarrott (Londra, 16 giugno 1927 – Woodland Hills, 4 marzo 2011) è stato un regista e attore inglese.

## Biografia
Regista molto attivo in televisione, ha lavorato con Richard Burton, Geneviève Bujold e Vanessa Redgrave, tra gli altri. 
Si è sposato 3 volte. La prima con Rosemary Palin, dal 1949 al 1957.
Il secondo matrimonio è stato con Katharine Blake, ed è durato dal 1959 al 1982.
Infine si è risposato con Suzanne Bledsoe, dal 1992 al 2003, fino alla morte della donna.
È morto nel 2011 all'età di 83 anni a seguito di un tumore alla prostata.

## Filmografia

### Cinema
- Anna dei mille giorni (Anne of the Thousand Days) (1969)
- Maria Stuarda, regina di Scozia (Mary, Queen of Scots) (1971)
- Orizzonte perduto (Lost Horizon) (1973)
- Il ragazzo del mare (The Dove) (1974)
- Piccoli ladri di cavalli (Escape from the Dark) (1976)
- L'altra faccia di mezzanotte (The Other Side of Midnight) (1977)
- L'ultimo viaggio dell'arca di Noè (The Last Flight of Noah's Ark) (1980)
- Condorman (1981)
- Computer per un omicidio (The Amateur) (1981)
- Nato per vincere (The Boy in Blue) (1986)
- The Secret Life of Algernon (1997)
- Turn of Faith (2002)

### Televisione
- General Motors Present – serie TV, 1 episodio (1954)
- Counter-Attack! – serie TV, 1 episodio (1960)
- Armchair Mystery Theatre – serie TV, 1 episodio (1960)
- The Unforeseen – serie TV (1960)
- Out of This World – serie TV, 2 episodi (1962)
- Thursday Theatre – serie TV, 2 episodi (1964)
- Tea Party – film TV (1965)
- The Wednesday Play – serie TV, 5 episodi  (1964-1966)
- Theatre 625 – serie TV, 4 episodi (1966-1967)
- Haunted – serie TV, 1 episodio (1967)
- The Strange Case of Dr. Jekyll and Mr. Hyde – film TV (1968)
- A Case of Libel – film TV (1968)
- If There Weren't Any Blacks You'd Have to Invent Them – film TV (1968)
- Male of the Species – film TV (1969)
- Armchair Theatre – serie TV, 34 episodi (1959-1969)
- ITV Saturday Night Theatre – serie TV, 2 episodi (1969)
- Disneyland – serie TV, 2 episodi (1981)
- Un uomo sposato (A Married Man) – serie TV (1983)
- Ike – film TV (1986)
- I Would Be Called John: Pope John XXIII – film TV (1987)
- Una povera ragazza ricca - La storia di Barbara Hutton (Poor Little Rich Girl: The Barbara Hutton Story) – miniserie TV (1987)
- The Woman He Loved – film TV (1988)
- Fino al prossimo incontro (Till We Meet Again) – miniserie TV (1989)
- La notte dei generali (Night of the Fox) – film TV (1990)
- Lucy & Desi: Before the Laughter – film TV (1991)
- Cinque figli e un amore (Changes) – film TV (1991)
- Sì, Virginia, Babbo Natale esiste – film TV (1991)
- Lady Boss – film TV (1992)
- Trade Winds – serie TV, 2 episodi (1993)
- A Stranger in the Mirror – film TV (1993)
- L'eredità degli Hollister (Treacherous Beauties) – film TV (1994)
- Oksana la piccola campionessa (A Promise Kept: The Oksana Baiul Story) – film TV (1994)
- Un'amica pericolosa (At the Midnight Hour) – film TV (1995)
- Un desiderio è un desiderio (The Christmas List) – film TV (1997)